# Ivan Ottordahl
Ivan Ottordahl, född 27 maj 1979, är en svensk före detta fotbollsspelare (mittfältare), mest känd för sina år i Göteborgsklubben Gais. Han är son till Lennart Ottordahl.
Ottordahl kom till Gais 2000, och var med om att trilla ur både Allsvenskan 2000 och Superettan 2001. Han var också med när Gais 2003, på andra försöket, lyckades vinna Division II Västra Götaland, och i kvalspelet till Superettan 2004 mot Mjällby AIF den 19 oktober 2003 slog han till med två mål på bortaplan – det första på straff och det andra med en läcker frispark skruvad i krysset – vilket gav Gais segern med 2–1. Efter 2–1 även hemma i returen blev Gais klart för Superettan. Anmärkningsvärt var att Ottordahl inte hade gjort ett enda mål tidigare under säsongen, och att kvalmatchen spelades blott en dryg månad efter att Ottordahls far, förre Gaistränaren Lennart Ottordahl, hade avlidit i cancer.